# Miss Venezuela 2021
Miss Venezuela 2021 fue la sexagésima octava (68°) edición del certamen Miss Venezuela, que se llevó a cabo en Caracas, Venezuela, en los estudios de Venevisión, transmitido el jueves, 28 de octubre de 2021. 18 candidatas en representación de diversas regiones y estados del país compitieron por los títulos. Al final del evento, Mariángel Villasmil, Miss Venezuela 2020, de Zulia, coronó a Amanda Dudamel, de la Región Andina, como su sucesora.

## Historia
El 1 de marzo de 2021, inició oficialmente la Temporada de la Belleza 2021, con la apertura del proceso de registro y postulación en línea de las aspirantes, que oficialmente cerraría el 28 de marzo, aunque luego este plazo se extendería El 21 de julio de 2021, las aspirantes seleccionadas fueron evaluadas in situ, a través de la Evaluación Presencial Integral (EPI) en Caracas.
El 28 de junio de 2021, fue anunciada oficialmente la fecha de realización del certamen, así como los animadores y artistas encargados de amerizar el evento. El 17 de agosto de 2021, se anuncia que serían dieciocho (18) el número de candidatas; así como los nombres de las delegadas en competencia, con el fin de que el evento se pueda realizar en vivo, por lo que fue necesario reducir la cantidad de candidatas, las cuáles suelen ser 24, a los efectos de reducir la cantidad de personas presentes en el estudio y garantizar el cumplimiento de las medidas de bioseguridad.
El 25 de agosto de 2021, en una emisión especial del programa de televisión matutino Portada's, se asignaron las bandas de las candidatas. Una particularidad de dicha edición, es la inclusión de tres regiones del país, cada una de las cuales reúne a su vez a tres estados del territorioː Región Andina (Mérida, Táchira y Trujiilo), Región Guayana (Amazonas, Bolívar y Delta Amacuro) y Región Oriental (Anzoátegui, Monagas y Sucre).
La noche final se dividió en dos competencias: una para escoger la representante de Venezuela para el Miss Mundo 2023, y otra parte la representante de Venezuela para el Miss Universo 2022. Adicionalmente, como parte de este evento se coronó a Luiseth Materán como Miss Universo Venezuela 2021, quien fue designada por la Organización Miss Venezuela para representar al país debido a la proximidad de fecha para el Miss Universo 2021.

## Resultados
El Miss Venezuela 2021 se realizó bajo dos competencias separadas:

### Miss Venezuela
La ganadora de esta sección representó a Venezuela en la 71.ª edición de Miss Universo.
| Resultado final     | Candidata                              |
| ------------------- | -------------------------------------- |
| Miss Venezuela 2021 | - Región Andina - Amanda Dudamel       |
| Primera finalista   | - Distrito Capital - Fabiana Rodríguez |
| Segunda finalista   | - Yaracuy - Migleth Cuevas             |
| Tercera finalista   | - La Guaira - Rosángel Requena         |
| Cuarta finalista    | - Miranda - Selene Delgado             |

### Miss Venezuela World
La ganadora de esta sección representará a Venezuela en la 71.ª edición de Miss Mundo.
| Resultado final           | Candidata                              |
| ------------------------- | -------------------------------------- |
| Miss Venezuela World 2021 | - Cojedes - Ariagny Daboín             |
| Miss Multimedia           | - Portuguesa - Aleska Cordido          |
| Miss Solidaridad          | - Distrito Capital - Fabiana Rodríguez |
| Miss Top Model            | - Region Oriental - Isabella Salazar   |

## Premios especiales
| Premio           | Candidata                            |
| ---------------- | ------------------------------------ |
| Miss Fotogénica  | Distrito Capital - Fabiana Rodríguez |
| Miss Amistad     | Barinas - Ashley Echeverría          |
| Miss Multimedia  | Portuguesa - Aleska Cordido          |
| Miss Solidaridad | Distrito Capital - Fabiana Rodríguez |
| Miss Top Model   | Región Oriental - Isabella Salazar   |

## Gala Interactiva de la Belleza
Las siguientes premiaciones serán otorgados por el voto popular a través de la página oficial de Miss Venezuela y su cuenta oficial de Twitter.
| Premio                 | Candidata                            |
| ---------------------- | ------------------------------------ |
| Miss Manos de Pasarela | Distrito Capital - Fabiana Rodríguez |
| Miss Sonrisa           | Lara - Victoria Vargas               |
| Miss Glamour           | Falcón - María Fernanda del Moral    |
| Miss Pelo Lindo        | Yaracuy - Migleth Cuevas             |
| El Rostro Más Bello    | Miranda - Selene Delgado             |

## Comité de selección
- Fran Beaufrand: Fotógrafo de modas venezolano.
- Leo Aldana: Actor, modelo y animador venezolano.
- María Laura García: Periodista, locutora de radio y animadora de televisión.
- Yenni Peña: Especialista en consultoría de responsabilidad social empresarial y promotora de derechos humanos.
- Mirla Castellanos: Cantante y actriz venezolana de trayectoria internacional.
- Daniela Alvarado: Actriz venezolana.
- Yulimar Rojas: Atleta y Campeona Olímpica venezolana.

## Candidatas
18 candidatas participaron en el certamen, fue la edición con menos candidatas del certamen desde 1980:
(En la tabla se utiliza su nombre completo, los sobrenombres van entrecomillados y los apellidos utilizados como nombre artístico, entre paréntesis; fuera de ella se utilizan sus nombres «artísticos» o simplificados)
| Estado/Región    | Candidata                          | Edad | Estatura        | Ciudad natal  |
| ---------------- | ---------------------------------- | ---- | --------------- | ------------- |
| Apure            | María Paula Sánchez Páez           | 23   | 1,73 m (5′ 8″)  | San Cristóbal |
| Aragua           | Verónica José Wallis Echeto        | 22   | 1,78 m (5′ 10″) | Maracay       |
| Barinas          | Ashley Arianna Echeverría Rincón   | 27   | 1,73 m (5′ 8″)  | Maracaibo     |
| Carabobo         | María Andrea Martins de Franca     | 25   | 1,73 m (5′ 8″)  | Valencia      |
| Cojedes          | Ariagny Idayarí Daboín Ricardo     | 24   | 1,76 m (5′ 9″)  | Maracay       |
| Distrito Capital | Fabiana Sofía Rodríguez Noda       | 27   | 1,73 m (5′ 8″)  | Caracas       |
| Falcón           | María Fernanda Del Moral Romero    | 23   | 1,67 m (5′ 6″)  | Punto Fijo    |
| Guárico          | María Laura Montes González        | 25   | 1,70 m (5′ 7″)  | Caracas       |
| La Guaira        | Rosángel Yuridia Requena Ramos     | 21   | 1,75 m (5′ 9″)  | La Guaira     |
| Lara             | Victoria Valentina Vargas Cardoza  | 21   | 1,75 m (5′ 9″)  | Barquisimeto  |
| Miranda          | Selene Alejandra Delgado Delgado   | 25   | 1,80 m (5′ 11″) | Guatire       |
| Nueva Esparta    | Sachiko Inamoto Saá                | 22   | 1,77 m (5′ 10″) | Barquisimeto  |
| Portuguesa       | Aleska Irina Cordido Useche        | 26   | 1,73 m (5′ 8″)  | Acarigua      |
| Región Andina    | Amanda Dudamel Newman              | 22   | 1,80 m (5′ 11″) | Mérida        |
| Región Guayana   | Zaibeth Raquel Salimey Rivera      | 23   | 1,84 m (6′ 0″)  | Caracas       |
| Región Oriental  | Isabella Victoria Salazar Lira     | 22   | 1,73 m (5′ 8″)  | Caripito      |
| Yaracuy          | Migleycith del Valle Cuevas Mujica | 23   | 1,78 m (5′ 10″) | San Felipe    |
| Zulia            | Daniela Andreína Albarrán Sandoval | 21   | 1,75 m (5′ 9″)  | Maracaibo     |

### Datos
- Algunas de las delegadas del Miss Venezuela 2021 han participado o participarán en otros certámenes de importancia nacionales e internacionales:
  - Amanda Dudamel (Región Andina) representó a Venezuela en el Miss Universo 2022 ocupando la posición de primera finalista.
  - Ariagny Daboín (Cojedes) representará a Venezuela en el Miss Mundo 2022.
  - Selene Delgado (Miranda) participó en el Sambil Model 2016 además fue la ganadora del Miss Supranacional Venezuela 2022 obteniendo el derecho de representar a Venezuela en el Miss Supranacional 2023.
  - María Paula Sánchez (Apure) fue Miss Océano Venezuela 2022.
  - Ashley Echeverría (Barinas) fue seleccionada como Miss Venezuela Latina 2022, por la Organización Miss Océano Venezuela y representó a Venezuela en el Miss América Latina 2022 quedando como primera finalista.
  - Aleska Cordido (Portuguesa) participó en el Miss Carabobo 2017, fue semifinalista en el Miss Earth Venezuela 2019, y adicionalmente fue designada para representar a Venezuela en el Miss Mesoamerica 2022 quedando como segunda finalista.
  - Zaibeth Salimey (Región Guayana) participó en el Nuestra Belleza Venezuela 2019 representando al Distrito Capital formó parte de las semifinalistas.
  - María Andrea Martins (Carabobo) participó sin éxito en el Miss Supranacional Venezuela 2022.
- Algunas de las delegadas nacieron o viven en otro estado al que representan, o bien, tienen un origen étnico distinto:
  - María Andrea Martins (Carabobo) es de ascendencia portuguesa de lado paterno y materno.
  - Fabiana Rodríguez (Distrito Capital) es de ascendencia española de lado materno.
  - Sachiko Inamoto (Nueva Esparta) es de ascendencia japonesa de lado paterno.
- Otros datos significativos de las delegadas:
  - Zaibeth Salimey (Región Guayana) es la candidata de mayor estatura de la edición con 1,84 m, mientras que la candidata de menor estatura es María Fernanda Del Moral (Falcón) con 1,67 m.
  - Ashley Echeverría (Barinas) y  Fabiana Rodríguez (Distrito Capital) son las candidatas de mayor edad, con 27 años cada una, mientras que la de menor edad es Daniela Albarrán (Zulia) con 21 años recién cumplidos.
- Doce (12) de las dieciocho (18) candidatas son originarias de los estados y/o regiones que representan: Verónica Wallis (Aragua), María Andrea Martins (Carabobo), Fabiana Rodríguez (Distrito Capital), María Fernanda Del Moral (Falcón),  Rosángel Requena (La Guaira), Victoria Vargas (Lara), Selene Delgado (Miranda), Aleska Cordido (Portuguesa), Amanda Dudamel (Región Andina), Isabella Salazar (Región Oriental), Migleth Cuevas (Yaracuy) y Daniela Albarrán (Zulia).
  - Fabiana Rodríguez (Distrito Capital) Es una reconocida comunicadora del país, es coconductora del programa 360 News del canal Sun Channel. Además, es hija del reconocido periodista Eduardo Rodríguez.
  - Amanda Dudamel (Región Andina) es hija del reconocido futbolista y ex director técnico de la Selección de Fútbol de Venezuela, Rafael Dudamel.